# Tabaci (Rumunia)
Tabaci – wieś w Rumunii, w okręgu Aluta, w gminie Vulpeni. W 2011 roku liczyła 209 mieszkańców. 